# Lauren London
Lauren Nicole London (Los Angeles, 5 dicembre 1984) è un'attrice statunitense.
La sua carriera da attrice ha avuto inizio girando dei video musicali, per poi passare successivamente alla recitazione in produzioni cinematograficahe e televisive. La sua prima interpretazione rilevante è arrivata nel 2006, come coprotagonista nel film ATL.
Nel 2019 è protagonista della serie televisiva Games People Play in onda su BET, dove ha interpretato il ruolo di Kiera Whitaker. Nel 2021 entra a far parte del cast principale del film Senza rimorso.

## Filmografia parziale

### Cinema
- ATL, regia di Chris Robinson (2006)
- This Christmas - Natale e altri guai (This Christmas), regia di Preston A. Whitmore II (2007)
- Madea's Big Happy Family, regia di Tyler Perry (2011)
- Una notte con Beth Cooper (I Love You, Beth Cooper), regia di Chris Columbus (2009)
- L'amore in valigia (Baggage Claim), regia di David E. Talbert (2013)
- Senza rimorso, regia di Stefano Sollima (2021)
- You People, regia di Kenya Barris (2023)

### Televisione
- 90210 - serie TV, episodi 1x11, 1x12 e 1x15 (2008-2009)
- Games People Play - serie TV, 11 episodi (2019-2021)
- True Story - miniserie TV, 7 episodi (2021)

## Doppiatrici italiane
Nelle versioni in italiano dei suoi film, Lauren London è stata doppiata da:
- Gaia Bolognesi in Una notte con Beth Cooper, L'amore in valigia
- Mattea Serpelloni in Senza rimorso, You People
- Stella Musy in True Story
- Letizia Ciampa in 90210